# New-York-City-Marathon 1980
Der New-York-City-Marathon 1980 war die 11. Ausgabe der jährlich stattfindenden Laufveranstaltung in New York City, Vereinigte Staaten. Der Marathon fand am 26. Oktober 1980 statt.
Bei den Männern gewann Alberto Salazar in 2:09:41 h und bei den Frauen Grete Waitz in 2:25:41 h.

## Ergebnisse

### Männer
| Platz | Athlet           | Land                   | Zeit (h) |
| ----- | ---------------- | ---------------------- | -------- |
| 01    | Alberto Salazar  | Vereinigte Staaten     | 2:09:41  |
| 02    | Rodolfo Gómez    | Mexiko                 | 2:10:13  |
| 03    | John Graham      | Vereinigtes Königreich | 2:11:46  |
| 04    | Jeff Wells       | Vereinigte Staaten     | 2:11:59  |
| 05    | Bill Rodgers     | Vereinigte Staaten     | 2:13:20  |
| 06    | Inge Simonsen    | Norwegen               | 2:13:28  |
| 07    | Trevor Wright    | Vereinigtes Königreich | 2:13:30  |
| 08    | Ryszard Marczak  | Polen                  | 2:13:46  |
| 09    | Dick Beardsley   | Vereinigte Staaten     | 2:13:56  |
| 10    | Frank Richardson | Vereinigte Staaten     | 2:14:13  |

### Frauen
| Platz | Athletin             | Land                   | Zeit (h) |
| ----- | -------------------- | ---------------------- | -------- |
| 01    | Grete Waitz          | Norwegen               | 2:25:41  |
| 02    | Patti Lyons-Catalano | Vereinigte Staaten     | 2:29:33  |
| 03    | Ingrid Christensen   | Norwegen               | 2:34:24  |
| 04    | Carol Gould          | Vereinigtes Königreich | 2:35:04  |
| 05    | Gillian Adams        | Vereinigtes Königreich | 2:37:56  |
| 06    | Laurie Binder        | Vereinigte Staaten     | 2:38:09  |
| 07    | Kiki Sweigart        | Vereinigte Staaten     | 2:40:34  |
| 08    | Oddrun Mosling       | Norwegen               | 2:41:00  |
| 09    | Gayle Olinek         | Kanada                 | 2:41:32  |
| 10    | Jean Chodnicki       | Vereinigte Staaten     | 2:43:33  |